# Norio Sasaki
Pour les articles homonymes, voir Sasaki.
Norio Sasaki (佐々木 則夫, Sasaki Norio), né le 24 mai 1958 dans la préfecture de Yamagata (Japon), est un entraîneur japonais de football féminin. 

## Palmarès d'entraîneur
- Médaille d'argent aux Jeux olympiques d'été de 2012
- Vainqueur de la Coupe du monde de football féminin 2011
- Troisième de la Coupe d'Asie des nations de football féminin en 2008 et en 2010
- Vainqueur de la Coupe d'Asie de l'Est de football en 2008 et 2010
- Vainqueur de la Coupe d'Asie des nations de football féminin des moins de 19 ans en 2007
- Finaliste de la Coupe d'Asie des nations de football féminin des moins de 19 ans en 2007

### Distinctions
- Prix d'entraîneur d'équipe féminine de l'année FIFA 2011[1].